# ONGC
ONGC（英語：Oil and Natural Gas Corporation Limited、日本語訳：石油天然ガス公社）は、インド・デリーに本社を置く石油・天然ガスの探査開発国有会社。
石油・天然ガスの探査・開発のために1956年8月14日に準備委員会が設立され、政府が株式の過半を所有した上で1993年6月23日に国営企業として設立された。

## 概要
1960年8月に石油天然ガス委員会が結成され、その後委員会から理事会に強化される。これはインド国会で制定された1959年法を根拠により更に強化される事になる。ONGCは1959年以降インド国内と海外にて石油・天然ガスの探査・採掘に従事する。アッサム州では新資源が発見され、グジャラート州カンバート（カンベイ）湾内では新たに石油採掘区が設定された。1970年にはマハーラーシュトラ州ムンバイ沖合のボンベイハイ油田（en:Bombay High）で原油が発見された。この巨大油田の発見以降、国家による調査で埋蔵量約50億トンの炭化水素資源が発見された。ONGCのもっとも重要な事業は自主独立での探査・生産など中核的開発活動および全地球的な競争力を保持することにある。
1990年代の経済自由化政策により株式の移管など部分的民営化事業が進められ、1993年にはインド石油公社（ムンバイに本社がある国営石油ガス会社、en:Indian Oil Corporation）とGAIL社（インド最大の国営ガス輸送会社、en:GAIL）と互いの株式を相互保有することに合意している。また、海外での活動も活発化し、海外事業会社ONGC Videshを設立、国外の主要投資先はベトナム、サハリン、スーダンなどとなっている。
インド国内の石油生産の約70％、天然ガス生産の約80％以上を占めておりインド企業では最も高い収益を上げている。インド国内に敷設されたパイプライン約11,000kmを管理している。